# 공필두
"공필두"는 2006년에 개봉한 대한민국의 영화이다.

## 줄거리
유니버시아드 레슬링 동메달 리스트로 강력반 형사에 특채된 공필두(이문식). 서울에서 시작한 형사질이 대전, 대구 찍고 군산까지. 깨어날 줄 모르는 그의 형사 본능은 오늘도 가해자 대신 피해자를 검거하는 사고를 치고 남몰래 제주도 좌천을 준비하는 짐가방을 꾸리기도 한다. 그뿐이랴? 나이 40 다되도록 노총각 신세에 잘못된 빚 보증으로 신용불량자 딱지까지.
어느 날 아들 하나 잘 둔 탓에 부엌 때기 벗어날 줄 모르던 홀아버지가 쓰러지자, 수술비 마련을 위해 군산 조직 No2. 태곤으로부터 보스 ‘만수’를 구속해주면 사채를 빌려준다는 거절할 수 없는 제안을 받는다. 그러나 현장에서 필두를 기다린 것은 마약반 형사들. 태곤은 필두를 이용해 만수의 금괴를 빼돌려 잠적하고 마약반 형사들은 현장에 있던 공필두를 비리 경찰로 오인 급기야 수사망에 필두의 이름을 올리게 된다. 아버지 병원비 구하려다가 졸지에 마약범에 몰리게 된 필두는 자신의 결백을 증명하기 위한 대장정에 오른다.
미션!! 태곤을 찾기 위해 그의 여친 민주(김유미)를 찾아라!! 남친 태곤의 차를 훔쳐 도주 중이던 민주를 뒤 따르는 필두. 그리고 그의 뒤를 악착같이 쫓는 마약반 형사. 잃어버린 금괴를 찾으려 필두를 따르는 만수파까지. 필두의 여정을 뒤따르는 인간, 인간, 인간들 그리고 더욱 어렵게 꼬여만 가는 사건,사건, 사건들. 공필두 인생 최초 진짜 제대로 화났다 !!!

## 캐스팅
- 이문식 : 공필두 역
- 김유미 : 민주 역
- 이광호 : 용배 역
- 박정학 : 장만수 역
- 김뢰하 : 천 사장 역
- 유태웅 : 강 수사관 역
- 최여진 : 중국집 배달소녀 역(우정출연)
- 김상호 : 지 형사 역
- 변희봉 : 필두 부 역(특별출연)
- 김수미 : 권 여사 역(특별출연)
- 김갑수 : 조 반장 역(특별출연)
- 김수로 : 하태곤 역(특별출연)
- 김형범 : 형준 역(특별출연)
- 오순태 : 덩치 역
- 오협 : 조폭 역
- 이철민 : 곽재구 역
- 정민성 : 노상 강도 역
- 김난휘 : 인애 역